# Дорал (Флорида)
Дорал (англ. Doral) — місто (англ. city) в США, в окрузі Маямі-Дейд штату Флорида. Населення — 75 874 особи (2020).

## Географія
Дорал розташований за координатами 25°48′55″ пн. ш. 80°21′29″ зх. д. / 25.81528° пн. ш. 80.35806° зх. д. (25.815177, -80.357989).  За даними Бюро перепису населення США в 2010 році місто мало площу 39,37 км², з яких 35,94 км² — суходіл та 3,42 км² — водойми.

## Демографія
Згідно з переписом 2010 року, у місті мешкали 45 704 особи в 15 244 домогосподарствах у складі 12 111 родини. Густота населення становила 1161 особа/км².  Було 17785 помешкань (452/км²).
Расовий склад населення:
| - 88,7 % — білих - 3,6 % — азіатів - 2,5 % — чорних або афроамериканців - 0,1 % — корінних американців - 3,0 % — осіб інших рас |

До двох чи більше рас належало 2,1 %. Частка іспаномовних становила 79,5 % від усіх жителів.
За віковим діапазоном населення розподілялося таким чином: 28,3 % — особи молодші 18 років, 65,7 % — особи у віці 18—64 років, 6,0 % — особи у віці 65 років та старші. Медіана віку мешканця становила 34,0 року. На 100 осіб жіночої статі у місті припадало 92,5 чоловіків;  на 100 жінок у віці від 18 років та старших — 88,4 чоловіків також старших 18 років.
Середній дохід на одне домашнє господарство  становив 87 398 доларів США (медіана — 72 933), а середній дохід на одну сім'ю — 92 407 доларів (медіана — 75 607). Медіана доходів становила 58 024 долари для чоловіків та 41 097 доларів для жінок. За межею бідності перебувало 12,4 % осіб, у тому числі 14,3 % дітей у віці до 18 років та 13,6 % осіб у віці 65 років та старших.
Цивільне працевлаштоване населення становило 23 546 осіб. Основні галузі зайнятості: науковці, спеціалісти, менеджери — 14,5 %, оптова торгівля — 14,4 %, освіта, охорона здоров'я та соціальна допомога — 12,9 %.